# TouchDown Fever
TouchDown Fever est un jeu vidéo de football américain développé et édité par SNK, sorti en 1987 sur borne d'arcade (sur le système Psycho Soldier). Il est porté en 1988 sur NES,,,.

## Portage
- NES (1988)

## Série
1. TouchDown Fever
2. TouchDown Fever II (Psycho Soldier, 1988)